# Микільська сільська рада (Полтавський район)
Микільська сільська рада — колишній орган місцевого самоврядування у Полтавському районі Полтавської області з центром у селі Микільське.

## Населені пункти
Сільраді були підпорядковані населені пункти:
- c. Микільське
- с. Безручки
- с. Бузова Пасківка
- с. Ваці
- с. Зінці
- с. Кашубівка
- с. Клюшники
- с. Курилехівка
- с. Мале Микільське
- с. Марківка
- с. Цибулі